# Cargo kult
Cargo kult (anglicky cargo cult) je v obecném významu jev, kdy po setkání dvou kultur – vyspělejší a primitivnější – začne primitivnější kultura uctívat tu vyspělejší a napodobovat některé aspekty, které se s ní vážou, popřípadě – v užším významu – je to skupina náboženských hnutí v Melanésii, která vznikala po setkání s návštěvníky z vyspělých zemí, především od konce 19. století do konce 2. světové války. Příslušníci cargo kultů jsou přesvědčeni, že průmyslové zboží není vyráběno, ale tvořeno dobrými duchy, kteří je jen nedopatřením věnovali bělochům. Domnívají se, že opakováním rituálů bílých návštěvníků získají sami hodnotné zboží – cargo (náklad).
Podle encyklopedie[kdo?] se na některých ostrovech Melanésie praktikuje od konce 19. století kult kago, to je slovo, které pochází z „kargo“ (anglicky cargo — náklad přepravovaný lodí nebo letadlem). Přeneseně může znamenat i obchodní/nákladní loď (anglicky cargo ship). Vyznavači tohoto kultu na Šalomounových ostrovech a Nové Guineji-Papuy čekají na tuto výjimečnou loď, která má přivézt jejich předky i s nářadím a semeny a díky tomu pole budou dávat vše potřebné, aniž by lidé museli pracovat. Tato bájná loď odveze také všechny bělochy do jejich vlasti. Odborníci se domnívají, že tyto představy spadají do doby, kdy Melanésané viděli přijíždět lodě s bělochy, kteří násilím dobyli jejich území.

## Charakteristika
Kulty carga nemají jasného vůdce, popřípadě se nazývá „big man“. Vyskytuje se zde ale vždy prorok, který prorokuje, že pokud budou splněny podmínky, dostane se cargo na zem. Tyto podmínky jsou např. takové, že proroci si vyprovokují stavy extáze, následovníci carga se musí odtrhnout od minulosti a tím pádem i od všech statků, jsou nastoleny zákazy, přikázání a tabu, které se musí dodržovat a všichni běloši musí být vyhnáni. S cargem se mají na zem vrátit i mrtví předkové. Návrat carga se nazývá milénium a bude mít podobu lodí a letadel přinášejících cargo. V den tohoto milénia, také bude převrácen společenský řád, běloši zčernají a černoši zbělají.

## Založení
Založení cargo kultů proroky je vysvětlováno:
1. jejich materiální touhou
2. jejich vírou v cargo

## Příklady cargo kultu

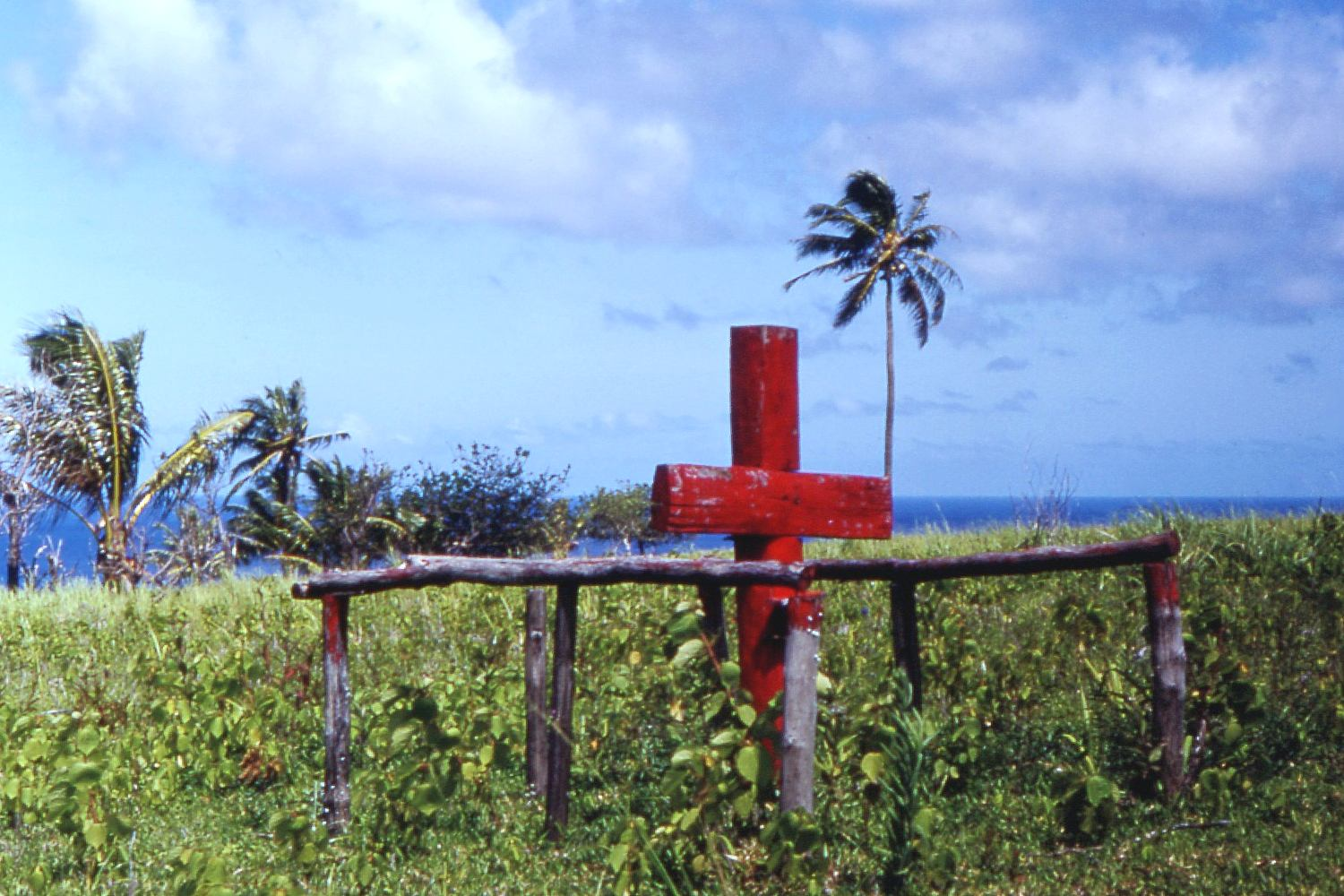
Červený kříž je symbol kultu Johna Fruma

- Prorok John Frum – Domorodí obyvatelé ostrova Tanna na Vanuatu považovali po druhé světové válce jednu z hor za boha. Tam se jim bůh zjevil a představil se jako John Frum – pokud mu budou sloužit, pomůže jim vyhnat bílé, nebudou muset pracovat a on je ošatí a uživí. Podmínkou příchodu milénia stanovil zbavení se všeho majetku. Lidé začali opouštět své vesnice a církve, zbavovali se peněz, aby stanuli jemu „po boku“. John Frum byl nakonec dopaden a zatčen, měl ale pomocníky a ti se i z exilu snažili nadále domorodce ovlivňovat.
- Atrapy letišť – Patrně nejznámějším příkladem je budování atrap letišť, letadel a napodobování rituálů pozemního personálu v Melanésii. Domorodci je odpozorovali během přítomnosti japonské a americké armády v průběhu 2. světové války, kdy získali mnoho užitečných věcí. Vysledovali, že zanedlouho po radiové relaci pozemního personálu s letounem přistane na letišti letadlo s dodávkou potravin a jiného užitečného materiálu. Radisté měli vysílačky s prutovými anténami a na uších sluchátka. Když vojska opustila pozice, domorodci začali konstruovat „antény“ z bambusu a „sluchátka“ z kokosových skořápek a imitovali přivolávání letadla. Měli za to, že zásobovači zase přiletí a přivezou náklad.

Pojem Cargo kult použil Richard Feynman při popisu pseudovědeckých přístupů (Kargokultická věda).